# Bade Bacheli
Bade Bacheli is een nagar panchayat (plaats) in het district Dantewada van de Indiase staat Chhattisgarh. 

## Demografie
Volgens de Indiase volkstelling van 2001 wonen er 20.407 mensen in Bade Bacheli, waarvan 53% mannelijk en 47% vrouwelijk is. De plaats heeft een alfabetiseringsgraad van 65%. 